# Lubuk Besar (Lubuk Besar)
Lubuk Besar is een bestuurslaag in het regentschap Bangka Tengah van de provincie Bangka-Belitung, Indonesië. Lubuk Besar telt 4816 inwoners (volkstelling 2010).